# 스펜서처칠가

스펜서처칠가의 문장

스펜서처칠가(Spencer-Churchill family)는 영국의 귀족 가문이다. 16세기부터 말버러 공작령, 선덜랜드와 스펜서 백작령, 처칠 남작령 등 수많은 칭호를 보유하고 있다. 20세기 동안 이 가문의 두 저명한 구성원은 윈스턴 처칠과 웨일스 공비 다이애나였다.